# Roddy McDowall

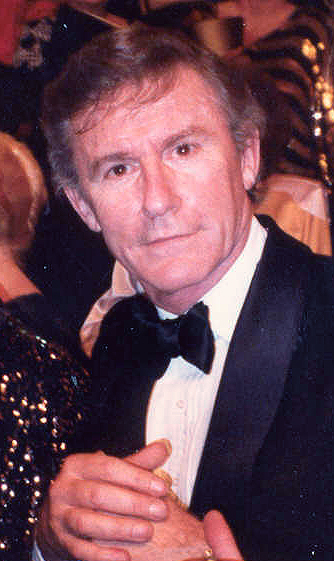
Roddy McDowall bei der Oscarverleihung 1988

Roderick Andrew Anthony Jude „Roddy“ McDowall (* 17. September 1928 in London, England; † 3. Oktober 1998 in Studio City, Los Angeles, Kalifornien) war ein britischer Schauspieler. Er begann seine Filmkarriere als Kinderdarsteller und setzte sie als Erwachsener erfolgreich fort. McDowall verbrachte den Großteil seines Lebens in den Vereinigten Staaten.

## Leben und Werk
Roddy McDowall debütierte als Kind in dem Film Murder in the Family aus dem Jahre 1938. Im Jahre 1941 hatte er seinen Durchbruch mit der Hauptrolle in John Fords Drama Schlagende Wetter, das vom Zerfall einer walisischen Familie von Bergleuten handelt und mit fünf Oscars ausgezeichnet wurde. In Heimweh (1943) spielte er an der Seite von Elizabeth Taylor, mit der er bis an sein Lebensende befreundet war. Allgemein bekannt wurde er durch die Planet-der-Affen-Filme; später trat er auch in der Fernsehserie Planet der Affen auf.
Vor allem in den 1960er und 1970er Jahren war McDowall in einigen Disney-Spielfilmen zu sehen, so spielte er die Titelrolle in der Westernkomödie Bullwhip Griffin oder Goldrausch in Kalifornien. Für seine Rolle als Octavian in dem Film Cleopatra war McDowall für einen Golden Globe nominiert. Er gehörte zeitweise zum Vorstand der Academy of Motion Picture Arts and Sciences. Daneben war er ein gefragter Synchronsprecher für Spiel- und Animationsfilme, unter anderem als Stimme des Roboters V.I.N.CENT. in Das schwarze Loch und in Das große Krabbeln, einer seiner letzten Arbeiten. Außerdem hatte er über die Jahre viele Gastauftritte in Fernsehsendungen.
Im Jahr 1974 wurde McDowall bezichtigt, illegal Filmkopien zu verbreiten. Das FBI durchsuchte sein Haus und beschlagnahmte seine umfangreiche Filmsammlung von 16-mm-Rollen und Videokassetten, die er sich als Filmfan und Sammler angelegt hatte. Zu dieser Zeit gab es keinen Markt für Videokassetten, da Abspielgeräte noch nicht frei erhältlich waren. Es wurde keine Anklage gegen ihn erhoben, da McDowall mit dem FBI kooperierte.
Roddy McDowall starb 1998 im Alter von 70 Jahren in seinem Haus in Los Angeles an Lungenkrebs. Der Schauspieler war unverheiratet und hatte keine Kinder, war aber für seinen großen Freundeskreis bekannt.

## Filmografie (Auswahl)

### Kino
- 1938: I See Ice!
- 1938: Murder in the Family
- 1940: His Brother's Keeper
- 1941: Menschenjagd (Man Hunt)
- 1941: Schlagende Wetter (How Green Was My Valley)
- 1942: Abenteuer in der Südsee (Son of Fury: The Story of Benjamin Blake)
- 1942: The Pied Piper
- 1943: Flicka (My Friend Flicka)
- 1943: Heimweh (Lassie Come Home)
- 1944: The White Cliffs of Dover
- 1944: Schlüssel zum Himmelreich (The Keys of the Kingdom)
- 1945: Thunderhead – der vierbeinige Teufel (Thunderhead, Son of Flicka)
- 1945: Molly and Me
- 1946: Ball in der Botschaft (Holiday in Mexico)
- 1948: Macbeth – Der Königsmörder (Macbeth)
- 1948: Kidnapped
- 1950: Killer Shark
- 1950: Big Timber
- 1952: The Steel Fist
- 1960: Die Kellerratten (The Subterraneans)
- 1960: Mitternachtsspitzen (Midnight Lace)
- 1962: Der längste Tag (The Longest Day)
- 1963: Cleopatra
- 1964: Der Mörder mit der Gartenschere (Shock Treatment)
- 1965: Die größte Geschichte aller Zeiten (The Greatest Story Ever Told)
- 1965: Der dritte Tag (The Third Day)
- 1965: Alles für die Katz (That Darn Cat!)
- 1965: Tod in Hollywood (The Loved One)
- 1965: Verdammte, süße Welt (Inside Daisy Clover)
- 1966: Mollymauk, der Wunderknabe (Lord Love a Duck)
- 1966: Lautlose Waffen (The Defector)
- 1967: Bullwhip Griffin oder Goldrausch in Kalifornien (The Adventures of Bullwhip Griffin)
- 1967: It – Der Golem lebt! (It!)
- 1968: Planet der Affen (Planet of the Apes)
- 1968: Todfeinde (5 Card Stud)
- 1968: Gestatten, das sind meine Kohlen! (Midas Run)
- 1969: Angel, Angel, Down We Go
- 1971: Eine nach der Anderen (Pretty Maids All in a Row)
- 1971: Flucht vom Planet der Affen (Escape from the Planet of the Apes)
- 1971: Die tollkühne Hexe in ihrem fliegenden Bett (Bedknobs and Broomsticks)
- 1971: Panik in den Wolken (Terror in the Sky)
- 1972: Corky
- 1972: Eroberung vom Planet der Affen (Conquest of the Planet of the Apes)
- 1972: Das war Roy Bean (The Life and Times of Judge Roy Bean)
- 1972: Die Höllenfahrt der Poseidon (The Poseidon Adventure)
- 1973: Tanz der Totenköpfe (The Legend of Hell House)
- 1973: Die Schlacht um den Planet der Affen (Battle for the Planet of the Apes)
- 1973: Arnold
- 1974: Kesse Mary – Irrer Larry (Dirty Mary, Crazy Larry)
- 1975: Funny Lady
- 1975: Die Mafia kennt keine Gnade (Mean Johnny Barrows)
- 1976: Das Dschungelbuch (Mowgli’s Brothers) (Kurzfilm) (nur Stimme)
- 1976: Embryo
- 1978: Laserkill – Todesstrahlen aus dem All (Laserblast)
- 1978: Ja, lüg' ich denn? (Rabbit Test)
- 1978: Die Katze aus dem Weltraum (The Cat from Outer Space)
- 1978: Das Geheimnis des blinden Meisters (Circle of Iron)
- 1979: Das schwarze Loch (The Black Hole) (nur Stimme)
- 1979: Scavenger Hunt
- 1981: Charlie Chan und der Fluch der Drachenkönigin (Charlie Chan and the Curse of the Dragon Queen)
- 1982: Das Böse unter der Sonne (Evil Under the Sun)
- 1982: Die Klasse von 1984 (Class of 1984)
- 1985: Die rabenschwarze Nacht – Fright Night (Fright Night)
- 1987: Dead of Winter
- 1987: Overboard – Ein Goldfisch fällt ins Wasser (Overboard)
- 1988: Hilfe, ich bin ein Außerirdischer – Ausgeflippte Zeiten auf der Erde (Doin’ Time on Planet Earth)
- 1988: Mein Nachbar, der Vampir (Fright Night II)
- 1989: The Big Picture
- 1989: Helden sterben einsam (Heroes Stand Alone)
- 1991: Die U-Boot Academy (Going Under)
- 1992: Double Trouble – Warte, bis mein Bruder kommt (Double Trouble)
- 1994: L.A. Angel – Deadly Revenge (Angel 4: Undercover)
- 1995: Die Grasharfe (The Grass Harp)
- 1995: Last Summer in the Hamptons
- 1996: It's My Party
- 1997: Das zweite Dschungelbuch – Mowglis neue Abenteuer (The Second Jungle Book: Mowgli & Baloo)
- 1998: Das große Krabbeln (A Bug’s Life) (Stimme)
- 2001: The Return of Captain Sinbad (Kurzfilm) (Stimme)

### Fernsehserien
- 1951: Family Theatre (eine Folge)
- 1951–1954: Robert Montgomery Presents (3 Folgen)
- 1952–1958: Kraft Television Theatre (4 Folgen)
- 1957–1958: Matinee Theater (5 Folgen)
- 1958: Suspicion (2 Folgen)
- 1960: Twilight Zone (Folge 1x25 Samuel Conrad und die Reise zum Mars)
- 1961: Gnadenlose Stadt (Naked City, Folge 2x20)
- 1964: The Alfred Hitchcock Hour (2 Folgen)
- 1966: Batman (2 Folgen)
- 1966: Lautlose Waffen (The Defector)
- 1967: Invasion von der Wega (The Invaders, Folge 1x01)
- 1968/1970: The Name of the Game (2 Folgen)
- 1969: Ihr Auftritt, Al Mundy (It Takes a Thief, Folge 2x19)
- 1971: Der Chef (Ironside, Folge 5x08)
- 1971: What's a Nice Girl Like You…? (Fernsehfilm)
- 1972: Columbo: Zigarren für den Chef (Short Fuse)
- 1972: California Cops – Neu im Einsatz (The Rookies, Folge 1x08)
- 1972: Kobra, übernehmen Sie (Mission: Impossible, Folge 7x13)
- 1972: Ein Sheriff in New York (McCloud, Folge 3x03)
- 1973: Barnaby Jones (Folge 1x09)
- 1973: McMillan & Wife (Folge 3x01)
- 1974: Planet der Affen (Planet of the Apes, 14 Folgen)
- 1975: Make-up und Pistolen (Police Woman, Folge 2x01)
- 1976: Harry O (Folge 2x21)
- 1977: Fantastic Journey – Gefangen auf der Insel der Zeit (Fantastic Journey, 5 Folgen)
- 1977/1978: Wonder Woman (2 Folgen)
- 1979: Love Boat (The Love Boat, Folge 2x17)
- 1979: Supertrain (Folge 1x08)
- 1979: Hart aber herzlich (Hart to Hart, Pilotfolge Hart to Hart)
- 1979: Trapper John, M.D. (Folge 1x01)
- 1979: Mork vom Ork (Mork & Mindy, Folge 2x05)
- 1979–1982: Fantasy Island (5 Folgen)
- 1980: Boomer, der Streuner (Here's Boomer, Folge 1x10)
- 1982–1983: Die Himmelhunde von Boragora (Tales of the Gold Monkey, 19 Folgen)
- 1984: Hotel (Folge 2x01)
- 1985/1989: Mord ist ihr Hobby (Murder, She Wrote, 2 Folgen)
- 1986: Bridges to Cross (6 Folgen)
- 1987/1989: Matlock (2 Folgen)
- 1990–1992: Lassie (The New Lassie, 3 Folgen)
- 1992: Die Legende von Prinz Eisenherz (The Legend of Prince Valiant, Folge 1x22, Sprechrolle)
- 1992: Zurück in die Vergangenheit (Quantum Leap, Folge 4x22 Ein Sprung für Lisa)
- 1992: Darkwing Duck (Folge 3x02 Der Erpel’sche Stammbaum, Stimme)
- 1992–1994: Batman (Batman: The Animated Series, 4 Folgen, Sprechrolle)
- 1994: Der Tick (The Tick, 6 Folgen, Stimme)
- 1996: Gargoyles – Auf den Schwingen der Gerechtigkeit (Gargoyles, Folge 2x37, Stimme)
- 1996–1998: Pinky und der Brain (Pinky and the Brain, 6 Folgen, Stimme)
- 1998: Superman (Superman: The Animated Series, Folge 3x02, Stimme)
- 1999: Godzilla – Die Serie (Godzilla: The Series, Folge 1x11, Stimme)

### Fernsehfilme und Miniserien
- 1960: The Tempest (Fernsehfilm)
- 1971: Der Hauch des Bösen (A Taste of Evil)
- 1973: Miracle on 34th Street (Fernsehfilm)
- 1974: Fahrstuhl des Schreckens (The Elevator)
- 1976: Die Flut bricht los (Flood)
- 1977: Zwischen den Fronten (Rhinemann Exchange, Miniserie, 3 Folgen)
- 1978: Der Dieb von Bagdad (The Thief of Baghdad)
- 1980: Die Mars-Chroniken (The Martian Chronicles, Miniserie, 2 Folgen)
- 1980: Das Geheimnis der Queen Anne (The Memory of Eva Ryker)
- 1980: The Return of the King (Fernsehfilm, Stimme)
- 1981: Das Millionengesicht (The Million-Dollar Face)
- 1982: Mae West (Fernsehfilm)
- 1984: Die verrückten Abenteuer des Robin Hood (The Zany Adventures of Robin Hood)
- 1985: Hollywood – Intim und Indiskret (Hollywood Wives, Miniserie, 3 Folgen)
- 1985: Alice im Wunderland (Alice in Wonderland, Miniserie, 2 Folgen)
- 1987: Der Wind in den Weiden (The Wind in the Willows, Stimme)
- 1989: In 80 Tagen um die Welt (Around the World in 80 Days, Miniserie, 3 Folgen)
- 1991: Du bist ja ein Engel! (Earth Angel)
- 1991: Späte Leidenschaft (An Inconvenient Woman, Miniserie, 2 Folgen)
- 1991: Spiel gegen den Tod (Deadly Game)
- 1992: Die Mühlen Gottes (The Sands of Time)
- 1994: Mein täglicher Mord (Heads)
- 1994: Hart aber herzlich: Tod einer Freundin (Hart to Hart: Home Is Where the Hart Is)
- 1995: Das Alien in dir (The Alien Within)
- 1996: Ein tödlicher Coup (Dead Man’s Island)
- 1996: Ein Engel auf Probe (Unlikely Angel)
- 1998: Im Schatten des Verrats (Loss of Faith)

## Auszeichnungen
- 1960: Stern auf dem Hollywood Walk of Fame für seine Fernseharbeit
- 1961: Emmy Award – Auszeichnung als Bester Gastdarsteller für Sunday Showcase
- 1963: Emmy Award – Nominierung als Bester Gastdarsteller für Arrest and Trial
- 1964: Golden Globe Award – Nominierung als Bester Nebendarsteller für Cleopatra
- 1985: Saturn Award – Auszeichnung als Bester Nebendarsteller für Die rabenschwarze Nacht